# Boletin
Boletin (у пер. з ісп. бюлетень) — журнал мовою есперанто, офіційне видання Іспанської Федерації Есперанто (HEF).
Перший номер: 1949 рік.

Періодичність: п'ять номерів у рік

Кількість сторінок: 32 

Головний редактор: Хорхе Павон
Незважаючи на іспанську назву, у журналі практично винятково використовується есперанто. Зміст різноманітний: журнал розповідає не тільки про есперанто-рух в Іспанії, але й про інші країни. Є матеріали про літературу, зустрічі, музику і т. д.